# 胡恩威

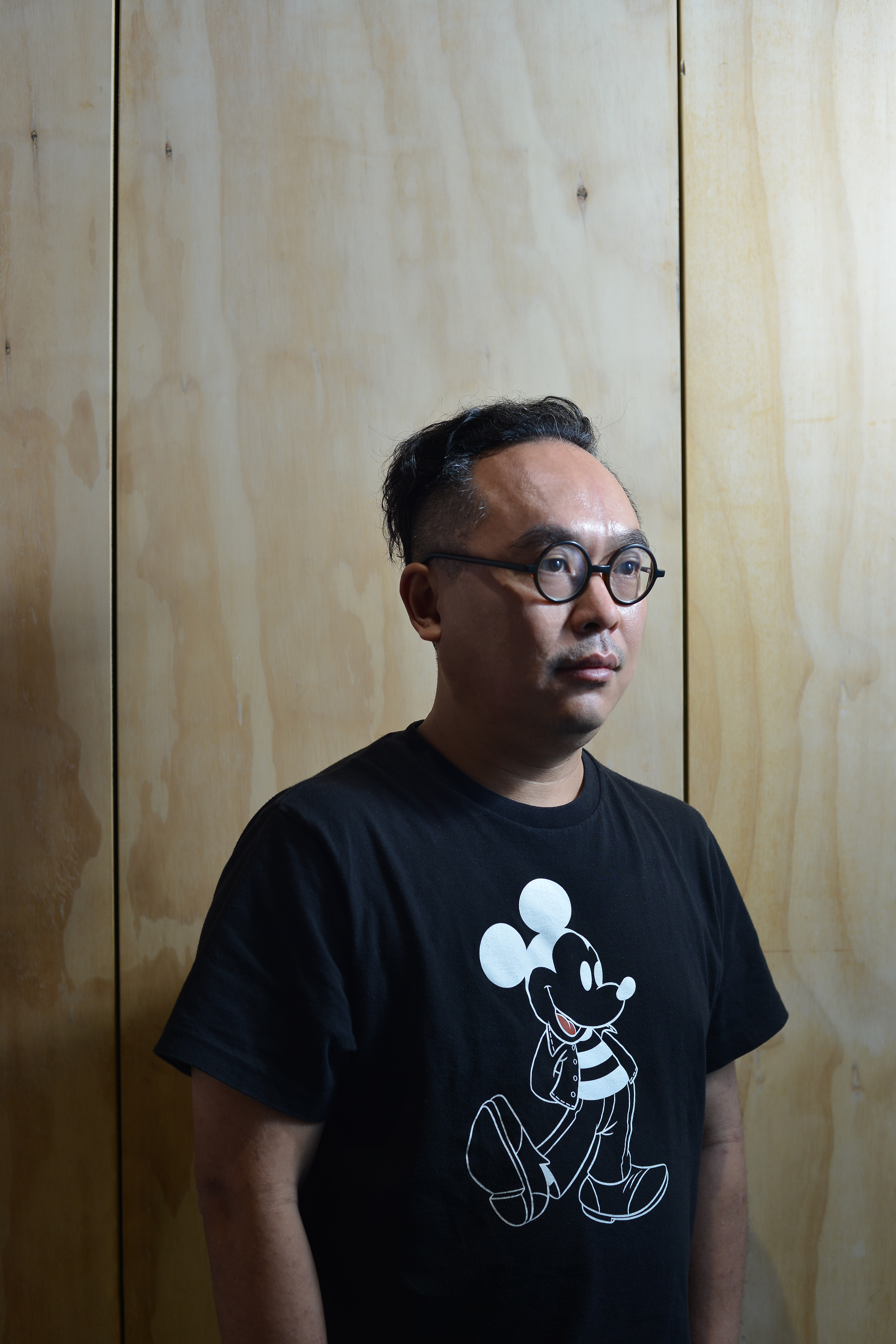
胡恩威 Mathias Woo

胡恩威（英語：Mathias Woo，1968年7月7日—）畢業於聖若瑟英文中學，於香港大學建築系及英國倫敦建築聯盟學院（Architectural Association）修讀建築。

## 生平
1988年加入香港藝術團體進念二十面體，現為該團聯合藝術總監暨行政總裁，從事劇場及多媒體創作、文化政策評論、藝術教育、建築設計、電影劇本、策劃等多方面工作，是跨界劇場及多媒體劇場先鋒。
1980年代開始便為香港報章雜誌撰寫有關文化、建築和城市發展的評論文章，文章散見於《亞洲週刊》、《經濟日報》、《明報》、《CUP Magazine》等刊物。2001年與梁文道創辦牛棚書院，並創辦文化雜誌《E+E》及擔任主編。
1996年，胡恩威成立香港發展策略研究所，並擔任該研究所的主席。過去多年來，由他籌劃的香港文化藝術政策研究報告和討論包括：1991年及1993年的《文化政策報告》、《1997年電影政策研究報告》、《尋找香港資訊基建九七》；以及1997年第一屆城市文化國際會議公眾論壇。
2006年，胡恩威獲香港特區政府委任為西九龍文娛藝術區核心文化藝術設施諮詢委員會轄下之表演藝術與旅遊小組的成員，及公共廣播服務檢討委員會成員，2009年獲委任為香港經濟機遇委員會成員。2013年獲委任為港台文化合作委員會委員。
2009年，胡氏策劃了香港首個以建築為題的「建築是藝術節」，透過劇場演出、展覽、講座及研討會等藝術形式，向香港的市民大眾展示不同層面的知識、美學和思辯的討論方法，探索建築及劇場的各種藝術可能。2011、2013及2015年分別舉行三屆「建築是藝術節」。2012年憑原創劇場作品《密斯．凡德羅的簡約建築》(Looking for Mies) 獲香港設計中心頒發「亞洲最具影響力優秀設計獎」。2013年獲《南方都市報》頒授「深港生活大獎年度藝文人物獎」。2017年擔任「Freespace舞台與技術實驗室」的總策劃、藝術總監及空間設計。進念與西九文化區合辦的「Freespace舞台與技術實驗室」是一項融合創新舞台科技及表演藝術的三年計畫，為表演藝術範疇相關的技術供應者及參與者建立交流平台，引領舞台科技的應用技術。2018年由進念主辦的「Z Innovation Lab 舞台創新實驗室」，將香港文化中心劇場變作舞台技術實驗室，並呈獻「蘇黎世藝術大學/進念Z/Z 雙子實驗室同步現場演出」。
胡恩威同時關注香港教育發展，香港兆基創意書院創校董事及高雷中學校董。2018年獲委任為江蘇省政治協商會議委員。
2024年10月，接受01新聞採訪，認為一個城市要多元發展，地產發展模式也需要多元化。

## 創作背景
1988年加入進念二十面體後，其導演、編劇及設計的劇場作品逾六十齣，作品以強烈視覺影像建構劇場美學。作品應邀於中國北京、南京、上海、蘇州、烏鎮、澳門、台灣台北、日本東京、新加坡、德國柏林、比利時布魯塞爾、波蘭克拉科夫、意大利米蘭等地上演。創作涵蓋文學、歷史、時政、建築、宗教等主題的戲劇，保持對政治、社會、文化的批判和反思。
始創多媒體建築音樂劇場系列，作品計有《路易簡的時代和生活》(The Life and Times of Louis I. Kahn)、《CORBU》及《密斯．凡德羅的簡約建築》(Looking for Mies)。
探索時政的《東宮西宮》系列，在2003年至2015年間共上演過12個版本，廣為大眾熟悉，贏盡高官名人口碑。其他社會劇場系列作品―《樓市怪談》、《萬世師表孔巨基》、《香港電視終極檢討》、《唱K回憶錄》等。
2006年獲全球首次授權改編黃仁宇大歷史著作《萬曆十五年》成舞台版本，首演後，先後八次在香港、中國內地及台灣重演超過五十場；2010年，在利瑪竇逝世四百年之際，改編由史景遷原著的《利瑪竇的記憶宮殿》成七幕多媒體歌劇；2012及2014年更分別改編張愛玲同名作品《半生緣》及《紅玫瑰與白玫瑰》。
2007年開創以佛教哲學與藝術交融為題的《生命劇場》系列，創作《華嚴經》、《華嚴經2.0之心如工畫師》及《華嚴經3.0之普賢行願品》三個版本。2009年創作《心經即是巴哈》；2014年更與台北舞蹈空間合作，創作多媒體舞蹈劇場《如夢幻泡影》，擔任導演、設計及編舞。
多次與國家一級崑曲藝術家張弘、石小梅、柯軍等合作，策劃及導演新編崑劇《臨川四夢湯顯祖》及《紫禁城遊記》。此外，在他的多個多媒體劇場作品中可見中國戲曲表演元素，先後邀請彈詞藝術家金麗生、崑曲藝術家石小梅等，參與《半生緣》、《萬曆十五年》及《大紫禁城》演出。
胡氏多次應約為華人劇場達人賴聲川、林奕華、孟京輝作多媒體舞台設計。

## 外部連結
- 胡恩威Facebook專頁 （页面存档备份，存于）
- 胡恩威個人網誌（香港） （页面存档备份，存于）